# Јаша Томић
Јаков Томић (Вршац, 23. октобар 1856 — Нови Сад, 22. октобар 1922) био је српски новинар, политичар и књижевник.
Студирао је медицину и књижевност у Бечу и Прагу, али га је политичка борба одвукла са студија. Оснивач је групе тзв. вршачких социјалиста. Томићева породица је 1881. године прешла из Вршца у Београд, а Јаша постао стални сарадник радикалског листа "Самоуправа". Када се враћао из Немачке 1884. године кренуо је у Велики Бечкерек, где је намеравао да покрене један политички лист; први српски у том граду, који би се звао "Родољуб". Али до тога није дошло, остао је тај лист само као замисао. Јаша је отишао у Нови Сад, где је након женидбе са Милетићевом кћерком Милицом, преузео лист "Заставу". Године 1884. постаје уредник „Заставе“ и Милетићев наследник у Српској народној слободоумној странци, која ће ускоро добити назив Српска Радикална странка (1891). Јаша је био увек само "вођ", који није имао никакву званичну функцију у радикалној странци. Књижевни историчари наводе да његова литерарна дела представљају покушај обраде политичких теза, које су у првом периоду имале социјалистичку, а касније грађанско-радикалну садржину.

## Делатност
За време Првог и Другог балканском рата био је војни извештач за часопис Застава, а касније је из тих извештаја написао три одлично прихваћене књиге.
Јаша Томић је 23. децембра 1889. (4. јануара 1890. по новом календару) убио политичара Мишу Димитријевића наочиглед супруге и пријатеља, због тога што је Димитријевић наводио да је Томић дошао на чело листа Застава кроз мираз своје супруге и као доказ навео љубавно писмо које је написала у младости. Томић је починио злочин, наводно штитећи своју породицу од клевета, због чега је стекао симпатије женског света. Јаша и Миша су се после само годину дана сарадње, новинарске и политичке, разишли 1885. године, када је Димитријевић покренуо либерални лист "Браник". Томић је робијао шест година у злогласној казниони у тврђави Вац (1891-1896). Године 1892. потписало је петицију за његово ослобађање 3000 Новосађанки, јер је бранио част своје супруге Милице. Пре убиства Димитријевића, осуђиван је "због штампарског преступа на три месеца државног затвора".
Био је један од најугледнијих Срба на Народној скупштини, која је у новембру 1918. донела одлуку да се Банат, Бачка и Барања прикључе Краљевини Србији. Био је посланик до неколико дана пре смрти, када је дао оставку због болести а његово место преузео Јован Лалошевић, адвокат из Сомбора. Умро је у Новом Саду 1922. године.
Током свог рада у скупштини у Новом Саду 25. новембра 1918. године залагао се за директно уједињење Војводине са Краљевином Србијом, што је било супротно идејама појединих политичара да уједињење Војводине у Краљевину СХС иде преко Загреба и државе Словенаца, Хрвата и Срба. На овој скупштини учествовала је и његова жена Милица Томић (1859—1944), ћерка Светозара Милетића.
У књизи „Реч нашој браћи у Србији”, 1907, замера Србима у Србији што недовољно прате српске и хрватске новине и генерално, политичко стање Срба изван Србије, па долазе у заблуду по многим политичким питањима. Оправдава иступање радикалне странке из хрватско српске коалиције, јер су Срби дискриминисани, тражи им се да се претопе у Хрвате, што Српска самостална странка и чини, не помињући Хрватску и Славонију већ само хрватску домовину. Замера што су у Банији већ неки Срби, постали политички Хрвати. Њих пак, коалиција оптужује да су пангермани и да раскидају јединство због веће народно црквено аутономије. Томић то одбацује као клевету, уз аргументе да радикали већ имају већину у црквеном одбору и да баш браћа Прибићевић желе епархију у Загребу и чак да Валеријан Прибићевић буде и патријарх.
У књизи "Јеврејско питање" има, за разлику од ранијег периода, негативан став о њима, након што је добро проучио то питање. Оптужује их да преко 11 од 13 бечких дневних новина сеју раздор међу народима, по принципу завади па владај. Због таквих ставова Јеврејска заједница се противила постојању његовог споменика у Новом Саду, али браниоци његовог лика и дела износе позитивне стране које је имао у сједињењу Војводине Србије са Краљевином Србијом, као и целокупно очување националног идентитета Срба у Угарској, Хрватској и Славонији. Томићев антисемитизам није верске или националне природе већ етичке. Замера Јеврејима што имају другу врсту морала од већине других народа, тј. талмудизму који као и Куран, који по Талмуду и настаје (по Томићу), намеће мисао да треба бити добар према Јеврејину или муслиману а нечовечан према осталима. Он тако објашњава антисемитизам кроз читаву историју од фараона до његовог времена, да је узрок управо у дуплим стандардима и варању оних који би трговином и тражењем рупа у закону остваривали материјалну добит. Критикује и право које нема довољно параграфа да често осуди кривце, који се добро сналазе да учине безакоње али да се формално о њега не огреше.

## Дела
- "О узроцима злочина", Нови Сад 1896. године
- "Назарени", Нови Сад 1896. године

## Галерија
- Сахрана Јаше Томића
- Споменик Јаши Томићу у Новом Саду, рад Александра Зарина
- Споменик Јаши Томићу у Вршцу
- Насловна страна романа Трулеж Јаше Томића